# Dornier Do 335
(Captain Eric M. Brown)
Il Dornier Do 335 "Pfeil" ("Freccia" in tedesco), designazione aziendale P 231, era un caccia pesante sperimentale multiruolo bimotore ad ala bassa prodotto dalla tedesca Dornier-Werke GmbH nel 1943.
Progettato come caccia ad alta velocità, ha rappresentato l'apice del design degli aerei a pistoni: nonostante il notevole peso (più di 10 tonnellate a pieno carico), grazie ai due motori Daimler-Benz DB 603 raggiungeva i 750 km/h a 6400 metri di altitudine, fu l'aereo tedesco a pistoni più veloce della seconda guerra mondiale.
Aveva un sistema, brevettato nel 1937,  di due gruppi motoelica collocati assialmente: uno a prua della fusoliera, l'altro dietro la cabina di pilotaggio, che azionava l'elica posteriore. Le prestazioni dello Pfeil erano assai superiori a qualsiasi altro progetto, grazie alla sua configurazione traente-spingente. Il Do 335 fu introdotto durante le fasi finali della seconda guerra mondiale, quando ormai la Luftwaffe era in una situazione critica: solo 38 aerei furono consegnati.
Il Dornier Do 335 Pfeil fu la massima espressione dell'aereo da combattimento a elica; gli aerei della generazione successiva avrebbero avuto la propulsione a getto.

## Storia del progetto

### Origine
Il concetto che diede origine al Do 335 si può far risalire al periodo della prima guerra mondiale, quando Claude Dornier progettò alcuni idrovolanti dotati di eliche azionate a distanza, ma in seguito, per problemi con gli alberi di guida, dispose i motori in tandem. I motori in tandem furono utilizzati nella maggior parte dei successivi idrovolanti plurimotore Dornier, inclusi l'ottimo Dornier Do J Wal ed il gigantesco Dornier Do X. L'elica guidata in remoto, sviluppata per eliminare le accelerazioni parassite dall'intero motore, fu introdotta per la prima volta nell'innovativo e sfortunato Dornier Do 14, e alberi motore allungati come sarebbero stati usati più tardi nel Do 335 furono in uso nei motori posteriori dell'idrovolante a motori in tandem Dornier Do 26.

### Sviluppo

Tavole prospettiche del brevetto del 1937 dell'Ing. Dornier

Nel 1939 la Dornier lavorava al P.59, un bombardiere ad alta velocità con due motori in tandem. Nel tentativo di massimizzare la potenza disponibile e minimizzare la resistenza aerodinamica, l'aggiunta di un secondo motore in una configurazione di tipo tradizionale (motori sulle ali) pagava lo scotto dell'aumentato di resistenza e della ridotta manovrabilità. La disposizione innovativa (due motori, uno avanti ed uno dietro sul medesimo asse centrale dell'aereo) consentivano i vantaggi di una sezione frontale più contenuta, un'ala aerodinamicamente sgombra e l'eliminazione dei problemi di asimmetria associati a guasti del motore.
Nel 1940 Dornier propose un aereo sperimentale per provare il funzionamento di un'elica spingente in coda, azionata da un lungo albero di trasmissione. L'aereo, il Göppingen Gö 9 mostrò che non c'erano difficoltà con questa configurazione, ma il lavoro sul P.59 fu fermato nei primi anni quaranta, quando il Reichsmarschall Hermann Göring, comandante in capo della Luftwaffe e del Reichsluftfahrtministerium (RLM), ordinò la cancellazione di tutti i progetti che non sarebbero riusciti ad essere completati in un anno circa.
Nel maggio 1942 Dornier propose una versione aggiornata con un carico di 1 000 kg di bombe, noto con la designazione RLM come: P.231, in risposta al requisito per un cacciabombardiere monoposto ad alta velocità (tra gli altri progetti presentati c'era il Blohm & Voss BV 155). Il P.231 vinse la specifica dopo aver battuto i progetti della Arado Flugzeugwerke e della Junkers, e fu stipulato un contratto di sviluppo con il nome di Do 335. Nell'autunno del 1942 Dornier fu informato che il Do 335 non era più richiesto e sarebbe stato invece accettato un caccia multiruolo basato sulla stessa architettura del P.231. Questo ritardò la consegna del prototipo, modificato per il nuovo ruolo.
Propulso da 2 Daimler-Benz DB 603A da 1 900 CV (1 397 kW) al livello del mare, il primo prototipo volò il 26 ottobre del 1943. I piloti furono sorpresi dalla velocità, dall'accelerazione, dal raggio di virata e dall'eccellente maneggevolezza dell'aereo: un bimotore che volava come un monomotore. Gli unici difetti erano scarsa visibilità posteriore e carrello d'atterraggio fragile. I prototipi V2 e V3 comprendevano alcuni cambiamenti minori: le prese d'aria per il radiatore dell'olio incorporate nella cappottatura del motore anteriore ridisegnate, profili accanto all'abitacolo con specchietti retrovisori, e porte principali di accesso riprogettate.
Il processo di eliminazione dei difetti strutturali richiese tempo e la Luftwaffe era scettica su ad un progetto così innovativo., tuttavia il 23 maggio 1944 Hitler ordinò che al Do 335 fosse data la massima priorità.
La principale serie doveva essere a Manzel, Friedrichshafen, ma in marzo un bombardamento distrusse l'impianto e costrinse la Dornier a pianificare una nuova linea di produzione ad Oberpfaffenhofen. Si decise di cancellare la produzione degli Heinkel He 219 e di usare gli stabilimenti per il Do 335 ma Ernst Heinkel  ritardò e alla fine ignorò la faccenda.

## Tecnica

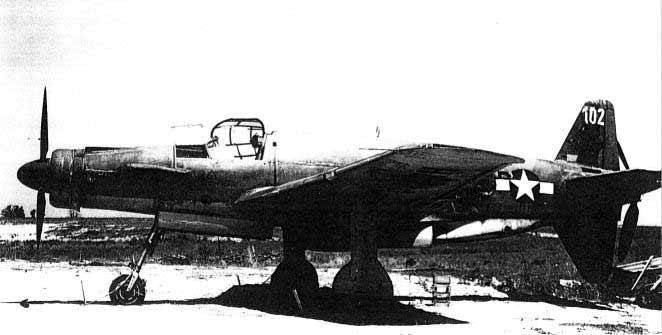
Il Do 335, ora allo Udvar-Hazy Center, in una foto del 1945, effettuata negli Stati Uniti durante le prove comparative di volo della preda di guerra. Notare le coccarde dell'USAAF.

In una configurazione in tandem ogni coppia di motori è montata in direzioni opposte, con motore anteriore traente e posteriore spingente, configurazione con molti vantaggi rispetto al tradizionale sistema di un motore su ogni ala, il più importante dei quali è la riduzione della sezione frontale, con prestazioni superiori. Inoltre il sistema permette di mantenere la massa vicino al baricentro: l'aereo rolla più velocemente di un bimotore tradizionale. Inoltre un eventuale guasto ad un motore non comporta una spinta asimmetrica e nel volo normale non c'è coppia, migliorando la maneggevolezza del velivolo.
La posizione della superficie verticale di coda fu abbassata e metà si prolungava sotto la fusoliera, per proteggere l'elica posteriore da contatti al suolo al decollo/atterraggio, anche per la presenza di una molla tampone.
Il serbatoio (circa 1350 kg, 1850 litri) era dietro al pilota e sopra al vano bombe; altri due serbatoi da 310 litri erano nell'entrobordo superiore della sezione dell'ala.
Il radiatore del motore posteriore era all'interno della fusoliera, con la sua presa d'aria di ingresso sul lato inferiore.
Una caratteristica particolare del Do 335, tanto nelle versioni monoposto quanto in quelle biposto, era la presenza di seggiolino eiettabile. Per garantire la sicurezza del pilota durante l'espulsione, l'elica posteriore e la superficie verticale superiore venivano staccate da cariche esplosive poste nella sezione posteriore della fusoliera prima dell'espulsione del seggiolino.
La fusoliera era una struttura monoscocca, anche se le molte aperture ne pregiudicavano un po' la rigidità. Il principale elemento strutturale dell'ala era una trave portante collegata alla sezione di coda. I pannelli dell'ala erano collegati al ponte trave che attraversava la fusoliera. L'armamento consisteva di un cannone da 30 mm MK 103 che sparava attraverso il mozzo dell'elica e da due mitragliatrici da 20 millimetri MG 151/20 sopra il motore anteriore (anche se dotate di proiettili esplosivi, la denominazione di cannone iniziava da 30 mm); era in ogni caso un armamento molto più potente delle armi montate sul Bf 109G e K e su ogni monomotore che combatté nel 1943-44.

Una seconda serie (Serie-B) non fu mai costruita: armamento ancora più potente, con due armi da 30 millimetri MK 103 sulle ali.

## Impiego operativo

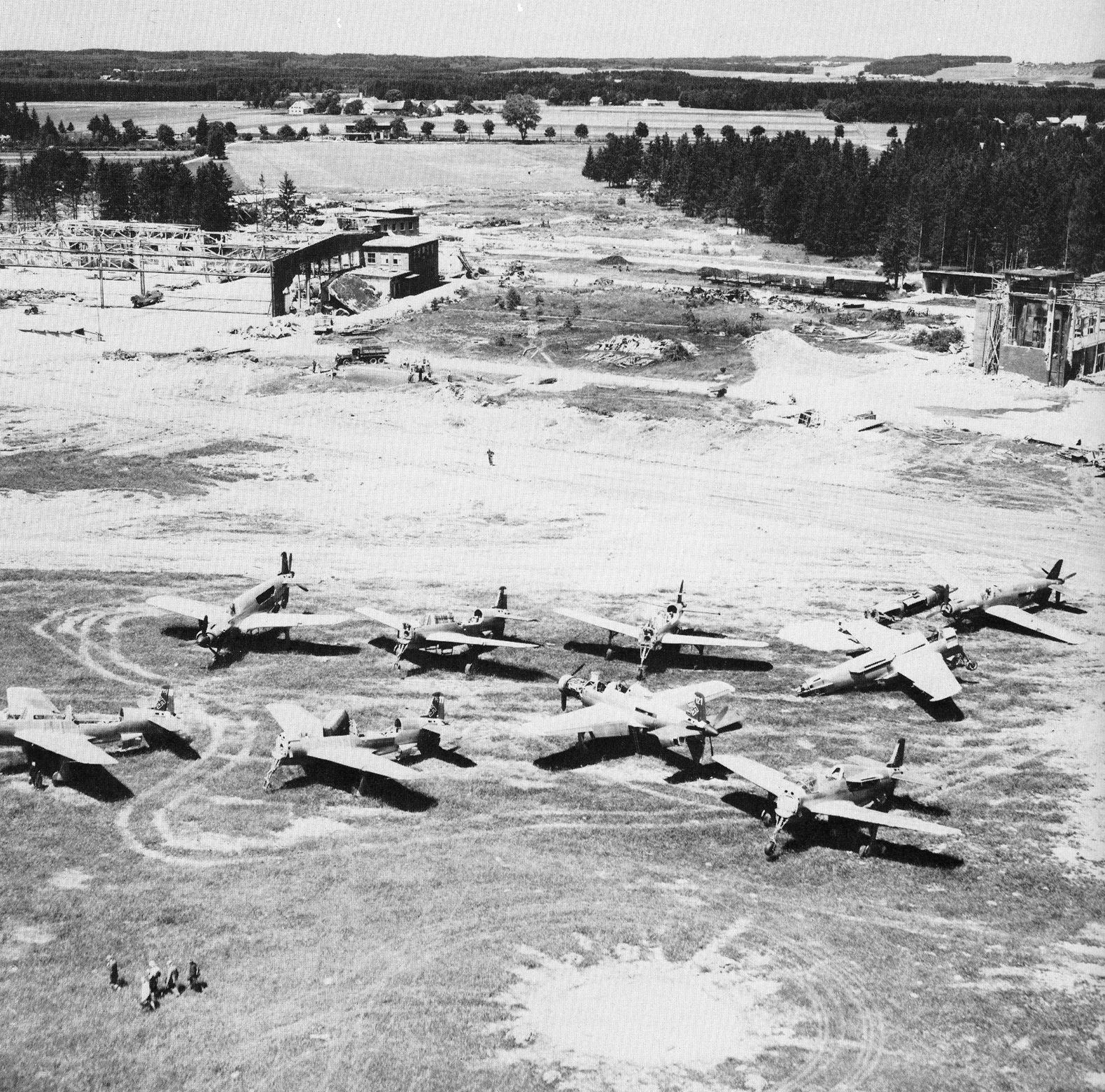
Alcuni Dornier Do 335 sulla pista di Oberpfaffenhofen subito dopo la fine della seconda guerra mondiale.

Gli esemplari prodotti furono: 14 prototipi, 10 velivoli A-0 di pre-produzione, 11 A-1 monoposto di serie, e 3 A-10 e A-12 a due posti in tandem addestratori.
I primi dieci Do 335 A-0 furono inviati a maggio per i test. Nel tardo 1944 iniziò la produzione del Do 335 A-1 di serie. Simile all'A-0, montava i più potenti motori DB 603E-1 e due piloni subalari per bombe addizionali, serbatoi ausiliari o mitragliatrici. Era in grado di raggiungere una velocità massima di 765 km/h a 6 500 m con la potenza di combattimento dell'MW 50, o 686 km/h in condizioni normali, e poteva salire a 8 000 m in meno di 15 minuti. Con queste caratteristiche, il Do 335 A-1 superava ogni aereo alleato. Anche col solo motore posteriore e l'elica anteriore a bandiera, fu registrata una velocità di 563 km/h.
Le consegne iniziarono nel gennaio 1945. Quando le Forze Armate Statunitensi conquistarono la fabbrica di Oberpfaffenhofen alla fine di aprile, solo undici caccia monoposto Do 335 A-1 e due Do 335 A-6 convertiti ad addestratori erano stati completati.
Nel suo libro Le Grand Cirque ("La grande giostra"), l'asso francese Pierre Clostermann afferma di essere stato il primo ad ingaggiare un combattimento con uno Pfeil, nell'aprile del 1945. Mentre conduceva una formazione di quattro Hawker Tempest del Terzo Squadrone della Royal Air Force (RAF) sulla Germania del Nord incontrò per caso un Do 335 solitario alla massima velocità e a bassissima quota. Non appena si accorse degli aerei britannici, il pilota tedesco invertì la rotta per tentare la fuga: i Tempest della RAF non riuscirono a raggiungerlo.

## Versioni
Costruiti
- Do 335 A-0: 10 esemplari pre-produzione.
- Do 335 A-1: monoposto di caccia-bombardiere.

Progettati
- Do 335A-4: modello da ricognizione dotato di due fotocamere 50/30-kameror Rb. Ne sono stati costruiti 14 e altri sei erano in costruzione quando la guerra finì.
- Do 335A-6: a due posti versione caccia notturno dotato di radar FuG 202 Lichtenstein e FuG 350 Naxos.
- Do 335A-10: velivolo da addestramento.
- Do 335A-12: velivolo da addestramento.
- Do 335B-1: aereo da combattimento pesante dotato di due MG 151/20 da 20 millimetri.
- Do 335B-2: aereo da combattimento pesante dotato di due MK 103 da 30 millimetri.
- Do 335B-3: velivolo pesante da combattimento dotato di due motori DB603 LA da 1566 kW.
- Do 335B-4: caccia pesante, con un design dell'ala leggermente modificato.
- Do 335B-5: caccia notturno, variante del B-1.
- Do 335B-6: caccia notturno, variante del B-2.
- Do 335B-7: caccia notturno, variante del B-3.
- Do 335B-8: caccia notturno variante del B-4.
- Do 435: aereo a due posti da combattimento notturno. Nessun esemplare prodotto.
- Do 535: progetto di collaborazione con Heinkel, ridesignato Heinkel He 535, in cui il motore a poppa sarebbe stato sostituito da un motore turbogetto. Nessun esemplare prodotto.

## Utilizzatori
Germania
- Luftwaffe

## Esemplari attualmente esistenti

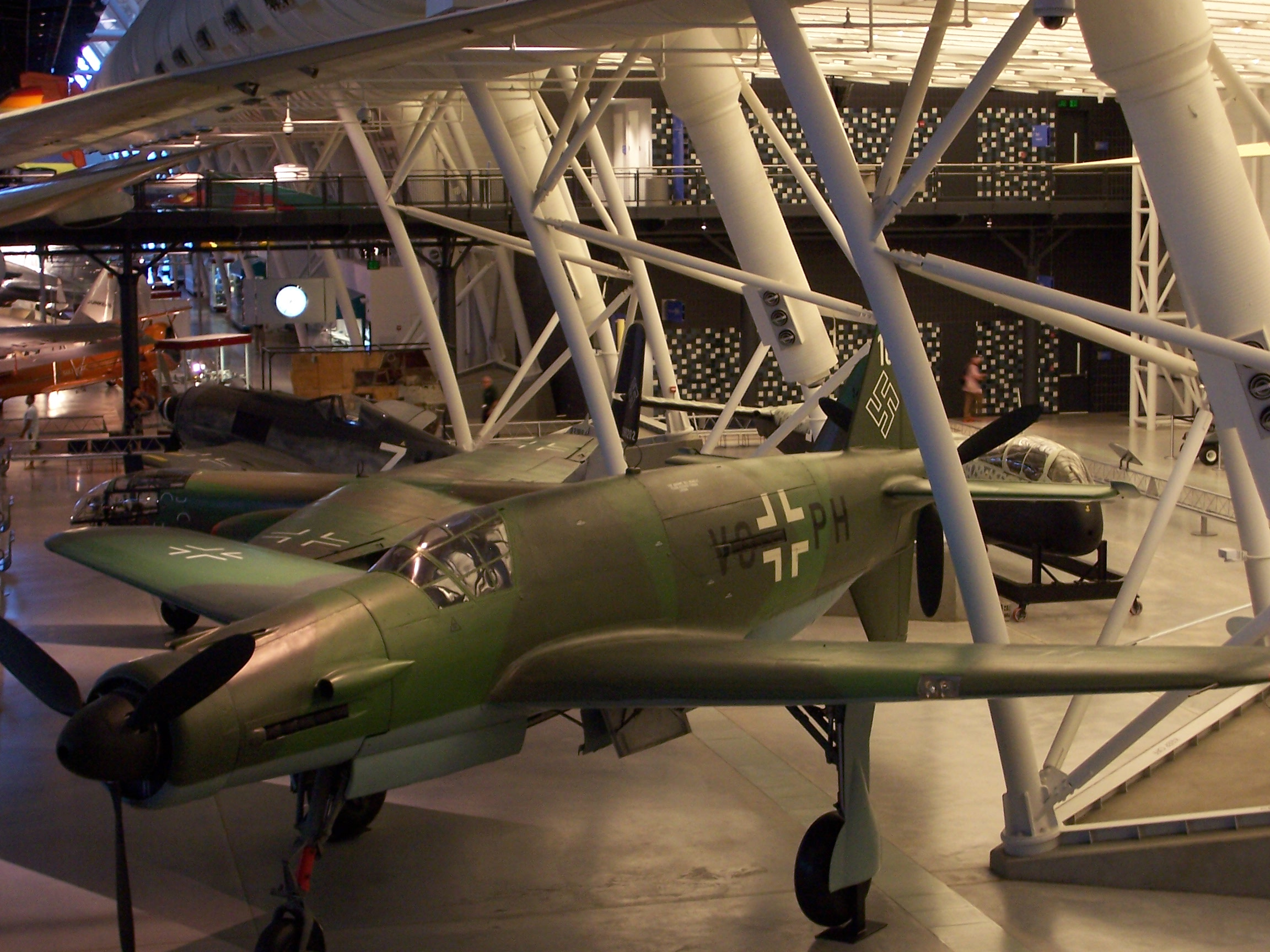
Un'altra vista del Do 335 (VG+PH) esposto allo Udvar-Hazy National Air and Space Museum.

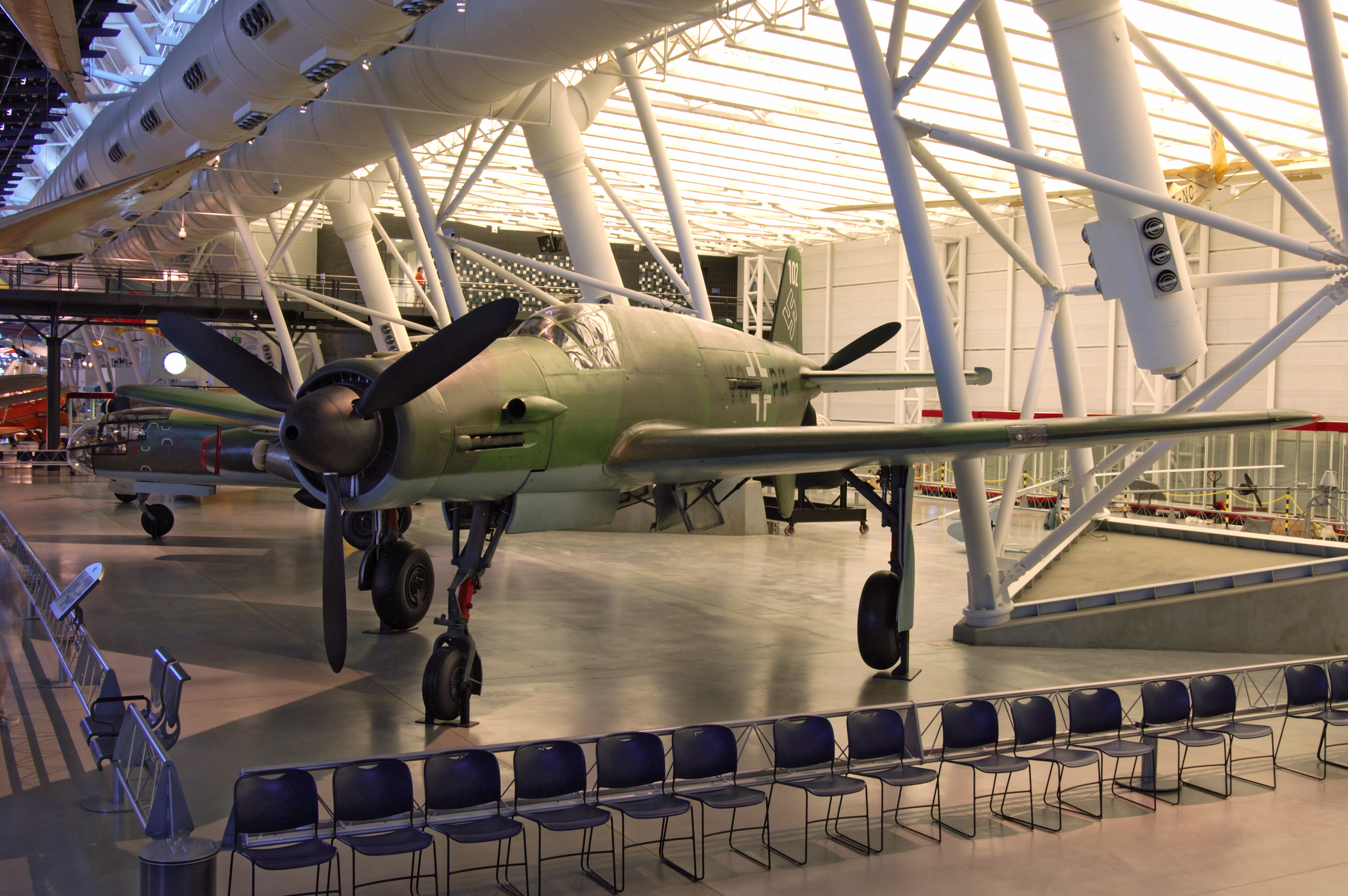
Vista frontale del Do 335 (VG+PH) esposto allo Udvar-Hazy National Air and Space Museum.

L'unico Do 335 sopravvissuto fu il secondo di preproduzione Do 335 A-0, rinominato A-02, numero di costruzione (Werknummer) 240102 e marche VG+PH, assemblato alla Dornier di Oberpfaffenhofen (Germania Meridionale) il 16 aprile 1945.
L'esemplare fu catturato all'occupazione dello stabilimento dagli alleati, il 22 aprile 1945. L'aereo fu provato in volo da una pista in erba, da Monaco di Baviera, fino a Cherbourg, in Francia, scortato da due P-51 Mustang. Il Do 335 riuscì facilmente a distanziarli, arrivando a Cherbourg 45 minuti prima. Il VG+PH fu uno dei due Do 335 spediti negli Stati Uniti d'America con la portaerei di scorta HMS Reaper, unità della britannica Royal Navy, insieme ad altri aerei tedeschi catturati, per essere testati da un programma dell'USAAF chiamato "Operazione Cavalluccio Marino". Un Do 335, re-immatricolato con le marche FE-1012, fu testato dall'USAAF nei primi mesi del 1946 presso la base aerea di Freeman Field, nell'Indiana. Il suo destino finale è ignoto.
Il VG+PH fu consegnato alla United States Navy, la marina militare statunitense, per avviarlo ad una serie di valutazioni comparative presso il Centro di Test e Valutazione alla stazione aeronavale di Patuxent River, nel Maryland. Dopo una serie di test, dal 1945 al 1948, l'aereo giacque nel deposito all'aperto della stazione aeronavale di Norfolk. Nel 1961 fu donato al museo aereo nazionale dello Smithsonian Institution e ci rimase per alcuni anni in cattive condizioni, finché fu spostato nel museo nazionale aerospaziale di Silver Hill, nel Maryland. Nell'ottobre del 1974 il VG+PH fu riportato allo stabilimento Dornier di Oberpfaffenhofen, in Germania (dov'era prodotto l'Alpha Jet) per un restauro totale.
Nel 1975 l'aereo fu restaurato dallo staff della Dornier, che comprendeva ancora maestranze che avevano lavorato sugli aerei originali, e che rimasero molto soddisfatte nel constatare che le cariche di esplosivo per staccare la coda ed il motore posteriore dopo trent'anni erano ancora funzionanti. A restauro completato, il Do 335 fu esibito all'Airshow di Hannover, in Germania, dall'1 al 9 maggio 1976. Dopo l'Airshow, l'aereo fu esposto al Deutsches Museum a Monaco di Baviera, dove rimase fino al 1986, anno in cui fu riportato a Silver Hill, nel Maryland.
Il VG+PH può essere ammirato ancora oggi allo Udvar-Hazy National Air and Space Museum a Chantilly, in Virginia, Stati Uniti, restaurato ed esposto fianco a fianco ad altri esemplari di aerei tedeschi dell'ultimo periodo della guerra, come l'Arado Ar 234 B-2 "Blitz" e l'unico esemplare rimasto di Heinkel He 219 A "Uhu".

### Velivoli comparabili
- Jona 10
- Fokker D.XXIII
- Moskalev SAM-13
- Cessna O-2 Skymaster
- Dornier Do 635
- Dornier P 256
- De Havilland Hornet
- Grumman F7F Tigercat
- Kyūshū J7W
- Messerschmitt Me 410 Hornisse
- Saab 21
- Tachikawa Ki-94